# Fülesd
Fülesd là một thị trấn thuộc hạt Szabolcs-Szatmár-Bereg, Hungary. Thị trấn này có diện tích 15,05 km², dân số năm 2010 là 463 người, mật độ 31 người/km².